# Joel McHale
Joel Edward McHale  mais conhecido só por Joel McHale (Roma, 20 de novembro de 1971) é um ator, apresentador, comediante, escritor e produtor de televisão norte-americano. É mais conhecido por ser o apresentador do programa The Soup do canal E!, e por seu papel de Jeff Winger em Community um seriado de comédia da NBC. McHale fez uma aparição em Homem-aranha 2 como o gerente bancário, Sr. Jacks, em CSI: Miami como Greg Welsh, e em Pequenos Espiões 4 como Wilbur Wilson.

## Início da Vida
McHale, é filho do meio de três irmãos, nasceu em Roma, na Itália em 20 de novembro de 1971. Sua mãe, Laurie, é de Vancouver, Colúmbia Britânica, e seu pai, Jack, é de Chicago. Ele cresceu na área de Seattle, graduando-se na High School Mercer Island em 1991.
Ele recebeu um diploma de bacharel em História pela Universidade de Washington em 1995. McHale recebeu um mestrado em Belas Artes do Programa de Formação de Atores Profissionais da Universidade de Washington.

## Carreira

### Stand-up Comedy
McHale fazia parte do elenco de Almost Live! um programa de comédia na  TV local, produzido pela Seattle KING-TV (Canal 5). De 1993 até 1997, McHale era um membro do grupo de comédia de improvisação no centro de Seattle.

### Atuação
Depois de ganhar o diploma de atuação, McHale se mudou para Los Angeles e conseguiu pequenos papéis em Oliver Beene, CSI: Miami, e Will & Grace. McHale também apareceu em Homem-Aranha 2 em um pequeno papel como o Sr. Jacks, um gerente de banco.
Em 2004, McHale começou o projeto The Soup, um programa de televisão semanal satírico no E!. Durante todo o programa, ele mostra ao público esquisitices e acontecimentos ridículos da televisão americana.
McHale também interpretou o agente do FBI Robert Herndon em The Informant! (2009), ao lado de Matt Damon.

## Vida pessoal
McHale casou com Sarah Williams em 1996. Eles têm dois filhos: Edward Roy, (nascido em 2005) e Isaac Hayden (nascido em 2008). McHale e Williams vivem em Hollywood Hills.

## Filmes
| Ano  | Título                              | Personagem                   |
| ---- | ----------------------------------- | ---------------------------- |
| 2004 | Homem-Aranha 2                      | Sr. Jacks                    |
| 2005 | Lords of Dogtown                    | Repórter                     |
| 2005 | Game Time                           | Johnson                      |
| 2006 | Mini's First Time                   | Apresentador                 |
| 2008 | The Onion Movie                     | Trabalhador do escritório    |
| 2008 | Open Season 2                       | Elliot                       |
| 2008 | Giants of Radio                     | Doug Deerfield               |
| 2009 | The Informant!                      | Agente do FBI Robert Herndon |
| 2011 | What's Your Number?                 | Paul Tyler                   |
| 2011 | Spy Kids: All the Time in the World | Wilbur Wilson                |
| 2011 | The Big Year                        | Barry Loomis                 |
| 2012 | Ted                                 | Rex                          |
| 2014 | Blended                             | Mark                         |
| 2014 | Deliver Us from Evil                | Butler                       |
| 2014 | A Merry Friggin' Christmas          | Boyd Mitchler                |
| 2014 | Adult Beginners                     | Hudson                       |
| 2017 | A Futile and Stupid Gesture         | Chevy Chase                  |

## Trabalhos na Tv
| Ano           | Título                                | Personagem                   | Notas                                                             |
| ------------- | ------------------------------------- | ---------------------------- | ----------------------------------------------------------------- |
| 1996          | Almost Live!                          | Vários                       | Episódios incertos                                                |
| 1998          | Bill Nye the Science Guy              | Réu                          | Episódio: "Fluids"                                                |
| 2000          | The Huntress                          | Quicky o Palhaço             | Episódio: "Springing Tiny"                                        |
| 2000          | The Fugitive                          | Curtis                       | Episódio: "Far from Home"                                         |
| 2000          | Diagnosis: Murder                     | Richard                      | Episódio: "By Reason of Insanity"                                 |
| 2001          | Will & Grace                          | Ian                          | Episódio: "Cheaters"                                              |
| 2004-2015     | The Soup                              | Ele mesmo (Apresentador)     | 313 programas; também roteirista e produtor                       |
| 2005          | CSI: Miami                            | Greg Welch                   | Episódio: "Urban Hellraisers"                                     |
| 2007          | The IT Crowd                          | Roy                          | Cancelada sem passar nenhum episódio                              |
| 2007          | Pushing Daisies                       | Harold Hundin                | Episódio: "Bitches"                                               |
| 2007-2009     | Frango Robô                           | Vários                       | Voz, 2 episódios                                                  |
| 2009-2015     | Community                             | Jeff Winger                  | Papel principal, 110 episódios                                    |
| 2011          | Phineas and Ferb                      |                              | Voz adicional, Episódio: "Candace Disconnected/Magic Carpet Ride" |
| 2012          | Sons of Anarchy                       | Warren                       | 2 episódios                                                       |
| 2013          | 2013 VGX Awards                       | Ele mesmo - Apresentador     |                                                                   |
| 2013          | Conan                                 | Conan O'Brien                | Episódio: "Occupy Conan: When Outsourcing Goes Too Far"           |
| 2013–2015     | Randy Cunningham: 9th Grade Ninja     | Primeiro Ninja (voz)         | 5 episódios                                                       |
| 2014          | Video Game High School                | Participação especial        |                                                                   |
| 2014          | White House Correspondents' Dinner    | Ele mesmo (apresentador)     | Especial de televisão                                             |
| 2015          | Regular Show                          | DVD (voz)                    | Episódio: "Format Wars II"                                        |
| 2015          | 2015 ESPY Awards                      | Ele mesmo (apresentador)     | Especial de televisão                                             |
| 2015          | Comedy Bang! Bang!                    | Ele mesmo                    | Episódio: "Joel McHale Wears a Navy Zip-up and High Tops"         |
| 2015          | BoJack Horseman                       | Alex (voz)                   | Episódio: "Yesterdayland"                                         |
| 2016          | X-Files                               | Tad O'Malley                 | 2 episódios                                                       |
| 2016          | Dr. Ken                               | Ross                         | Episódio: "Dave's Valentine"                                      |
| 2016          | Difficult People                      | Felix                        | Episódio: "Hashtag Cats"                                          |
| 2016–presente | The Great Indoors                     | Jack Gordon                  | Papel principal                                                   |
| 2018          | The Joel McHale Show With Joel McHale | Ele mesmo (apresentador)     |                                                                   |
| 2019          | RuPaul's Drag Race                    | Ele mesmo (jurado convidado) | Episódio: "Trump, The Rusical"                                    |
| 2020          | Tiger King                            | Ele mesmo (apresentador)     | Episódio: "The Tiger King and I"                                  |